# Acide neuraminique
L’acide neuraminique est un dérivé de cétose à neuf atomes de carbone qui peut être conçu comme le résultat d'une crotonisation d'acide pyruvique et de mannosamine. Il n'existe pas en tant que tel dans le milieu naturel mais les tissus animaux et les bactéries en contiennent des dérivés, notamment dans les glycoprotéines et les gangliosides. Les dérivés N- et O- substitués de l'acide neuraminique portent le nom d'acides sialiques, dont la forme la plus courante chez les mammifères est l'acide N-acétylneuraminique. Le groupe amine peut porter un groupe acétyle ou glycol, tandis que le groupe hydroxyle peut porter des substituants d'une grande diversité : acétyle, lactyle, méthyle, sulfate et phosphate.